# کووا رودلا
کووا رودلا (به لاتین: Cova Rodela) یک روستا در دماغه سبز است.